# Euphoria Golf Estate
De Euphoria Golf Estate is een golfclub in Zuid-Afrika, tussen Modimolle en Mookgopong. De golfclub is opgericht in 2008 en heeft een 18-holes golfbaan met een par van 72.
De golfbaan werd ontworpen door de golfbaanarchitecte Annika Sörenstam.
De eerste grote golftoernooi dat de club ontving was de Vodacom Origins of Golf Tour, in 2013.

## Golftoernooien
- Vodacom Origins of Golf Tour: 2013 & 2014